# Elaeocarpus macrocarpus
Elaeocarpus macrocarpus är en tvåhjärtbladig växtart som beskrevs av Friedrich Anton Wilhelm Miquel. Elaeocarpus macrocarpus ingår i släktet Elaeocarpus och familjen Elaeocarpaceae. Inga underarter finns listade i Catalogue of Life.